# Erosividade
A erosividade das chuvas pode ser definida como a capacidade potencial das mesmas em causar erosão. A sua atuação inicia na primeira fase do processo que é a desagregação, ou seja, a destruição dos agregados que compõem a estrutura do solo. O impacto direto das gotas de chuva na superfície descoberta do solo, dada sua energia cinética, promove a anulação das forças que mantinham os agregados estáveis. Assim, os diferentes constituintes dos agregados ficam dispersos e, por apresentarem pequena massa, são passíveis de remoção. O escorrimento superficial se encarrega de transportar estes materiais para as partes mais baixas do terreno ou para os açudes e rios. Evidentemente que a remoção continuada destes constituintes acaba por trazer ao solo uma série infindável de danos como, por exemplo, a destruição dos agregados, a exposição de horizontes inferiores, a retirada da matéria orgânica e nutrientes, a redução da aeração e infiltração da água. Esta agressão continuada proporciona, ainda, considerável declínio na produtividade do solo, trazendo consigo sérios reflexos econômicos e sociais que acabam por desvalorizar as áreas e contribuir para o êxodo rural (HUDSON, 1977; LAGO, 1985; BERTONI & LOMBARDI NETO, 1990).

A erosividade das chuvas é uma característica sobre a qual não é possível exercer qualquer tipo de controle. A capacidade das chuvas em provocar erosão é dependente de suas características físicas como intensidade, tamanho e velocidade terminal das gotas. Estas características definem a energia cinética no momento do impacto contra o solo. Outras características temporais como duração e freqüência são também importantes na definição do potencial erosivo das chuvas de uma região. Além da intensidade e energia cinética também é relevante a duração da chuva, que é o complemento da intensidade e a combinação dos dois determina a chuva total. Dependendo da duração e da intensidade da chuva, os efeitos sobre as perdas de solo serão mais ou menos significativos (LAGO, 2000).

Neste contexto, a freqüência das chuvas é um fator que influencia sobremaneira as perdas de solo. Se os intervalos entre as chuvas erosivas forem curtos e o teor de umidade no solo for alto a possibilidade das chuvas desenvolverem enxurradas maiores é significativo, mesmo com chuvas de baixa intensidade (WISCHMEIER & SMITH, 1978).

O conhecimento das características físicas da chuva e sua relação com o potencial erosivo foi impulsionado pelos trabalhos de Laws & Parsons (1943) e Best (1950) que estudaram o tamanho e distribuição das gotas de chuva e sua relação com a intensidade das precipitações e com a velocidade de impacto na superfície. Concluíram que as precipitações de maior intensidade também são as de maior potencial em provocar erosão.

Laws (1941) conseguiu medir, através de método fotográfico, a altura que as gotas de chuva de diferentes tamanhos necessitavam para atingir 95% de sua velocidade terminal e concluiu que as gotas menores adquirem mais rapidamente sua velocidade terminal. Baseados nestas observações Wischmeier & Smith (1958) concluíram, para diversas localidades dos Estados Unidos, que, quando os demais fatores condicionantes do processo de erosão são mantidos constantes, a perda de solo de uma área desprovida de vegetação é diretamente proporcional ao produto de duas características da chuva: energia cinética e sua intensidade máxima em 30 minutos. À associação da energia cinética total de uma chuva multiplicada pela intensidade máxima em 30 minutos denominaram índice de erosividade (EI30). Essa foi a melhor correlação encontrada para expressar o potencial erosivo das chuvas e chamaram-na de índice de erosão.
Segundo Hudson (1977) a erosividade das chuvas nas regiões tropicais e subtropicais é muito mais significativa do que em regiões de clima temperado. Considerou que apenas 5% das chuvas em clima temperado têm capacidade erosiva, enquanto que 40% em clima tropical possuem esta capacidade. Outro aspecto salientado são as intensidades de precipitação que podem ultrapassar 150mm h-1 nas regiões tropicais e raramente excedem os 75mm h-1 nas regiões de clima temperado. Hudson (1977) ainda destaca a variação mensal e estacional dos índices de erosividade que aumentam dos meses de primavera para os de verão e diminuem dos meses de outono para os de inverno. Esta informação é de grande valia para o planejamento das atividades conservacionistas, pois o conhecimento antecipado permite a utilização de técnicas adequadas para minimizar os seus efeitos.

A metodologia proposta por Wischmeier (1959) para estimativa da capacidade erosiva das chuvas requer a utilização de registros pluviográficos. Através da leitura dos pluviogramas é possível a determinação da energia cinética e a intensidade máxima de precipitação em 30 minutos. Utilizando-se esta metodologia foram definidas as linhas isoerodentes dos Estados Unidos, iniciadas por Wischmeier (1962) e concluídas por Wischmeier & Smith (1978). Os trabalhos desenvolvidos por Lombardi Neto (1977), Lago (1984), Bertol (1993), Bertol (1994), Lago (2000), Santos (2003), Santos (2008), Moreira (2006) e Cogo, Eltz e Cassol (2006) para diferentes regiões, demonstram a validade do método para as condições brasileiras.

Existem marcantes diferenças regionais no que se refere à erosividade das chuvas. Os meses do ano onde se concentram os mais altos índices coincidem, normalmente, com os de chuvas de mais alta intensidade. No entanto, a correlação entre precipitação total e índice de erosividade das chuvas é baixa (HUDSON, 1977).

Por outro lado, a escassez de registros pluviográficos tem levado ao desenvolvimento de equações que correlacionam os índices de erosividade com a precipitação total, mensal ou a precipitação erosiva diária. 

Vários pesquisadores encontraram índices ou equações que permitiram avaliações confiáveis da capacidade erosiva das chuvas utilizando registros pluviométricos. Os resultados obtidos por Fournier (1960) comprovaram a possibilidade de estimativas com boas correlações com as perdas de solo. Os trabalhos deste pesquisador indicam que os parâmetros utilizados na estimativa da erosividade podem ser dependentes de condições locais como localização geográfica, topografia e tipo de medida. Constatou-se, ainda, que seria difícil o estabelecimento de um parâmetro de uso universal.

Arnoldus (1977) modificou o Coeficiente de Fournier substituindo a precipitação média do mês de maior precipitação pela precipitação média mensal e conseguiu bons resultados no mapeamento das isoerodentes do Marrocos. Ressaltou, entretanto, a necessidade de separar a área a ser mapeada em regiões climáticas homogêneas. Roose (1977) em pesquisas realizadas em 20 estações meteorológicas no Oeste da África encontrou boa relação entre erosividade anual e precipitação anual, possibilitando o mapeamento das isoerodentes da região. 
No Uruguai, Pannone et al. (1983) definiram as isoerodentes utilizando o método do EI30 combinado com o coeficiente de chuva de Fournier (1960). Mikhailova et al. (1997) definiram as isoerodentes de Honduras utilizando registros pluviométricos correlacionados com o EI30 de Wischmeier.

Esta alternativa, que embora apresente limitações por não utilizar as intensidades das precipitações, tem proporcionado uma ampliação nas estimativas da erosividade também em algumas regiões brasileiras.

Através da metodologia proposta por Wischmeier (1959), adaptada por Cabeda (1976) e expressa em unidades do Sistema Internacional de acordo com Foster et al. (1981) e da modificação do Coeficiente de Fournier, Lago (2000), determinou os índices de erosividade das chuvas para a Metade Sul do Rio Grande do Sul,  Moreira (2006) determinou os índices de erosividade das chuvas das regiões agroecológicas Campanha ,São Borja – Itaqui, Missioneira de Santo Ângelo – São Luiz Gonzaga e Alto Vale do Uruguai do Estado do Rio Grande do Sul, e Santos (2008) determinou os índices de erosividade para todo o Estado do Rio Grande do Sul, tendo ambos traçado as linhas isoerodentes das regiões estudadas.